# Dieren (Gelderland)

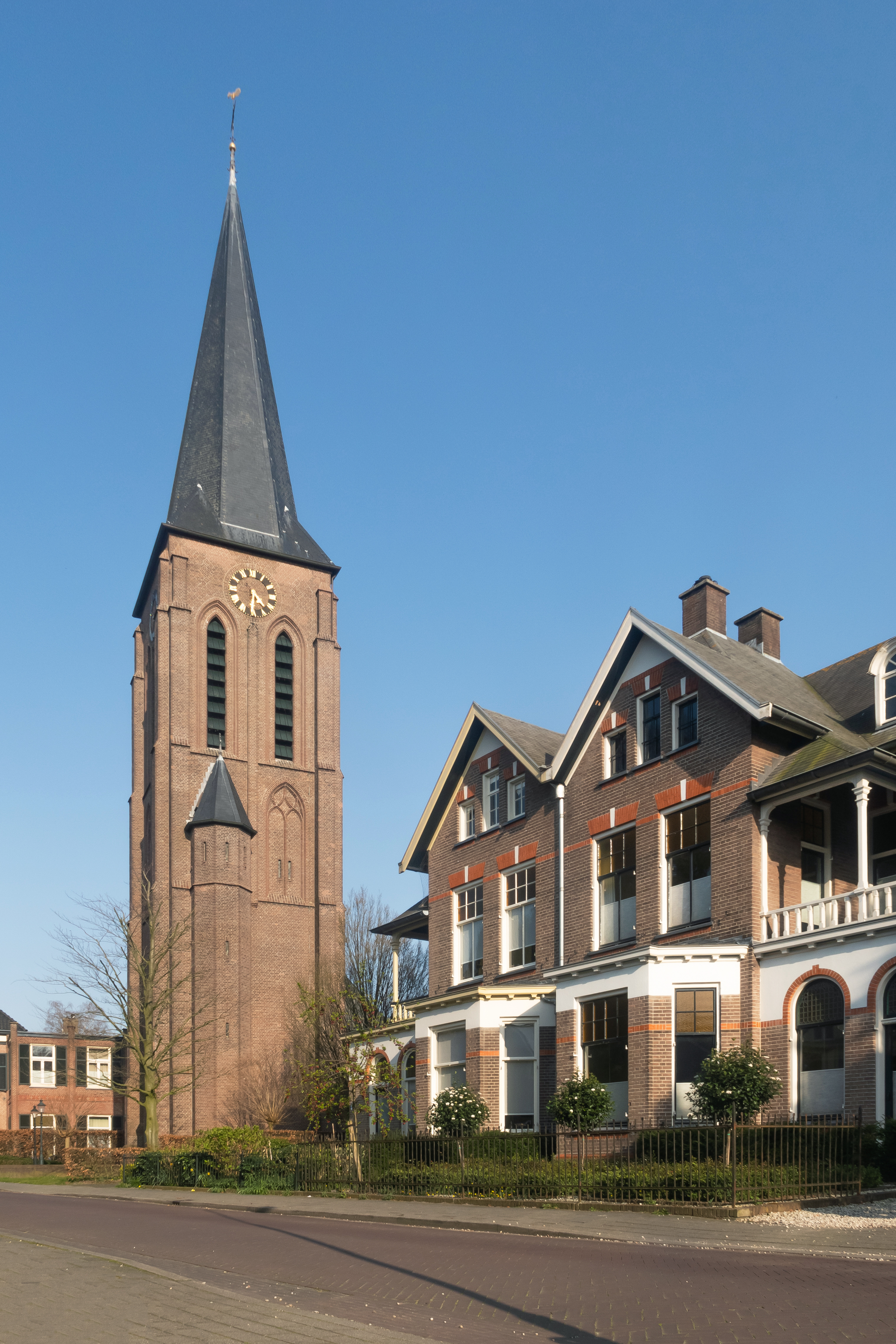
Dieren, de Dierense toren

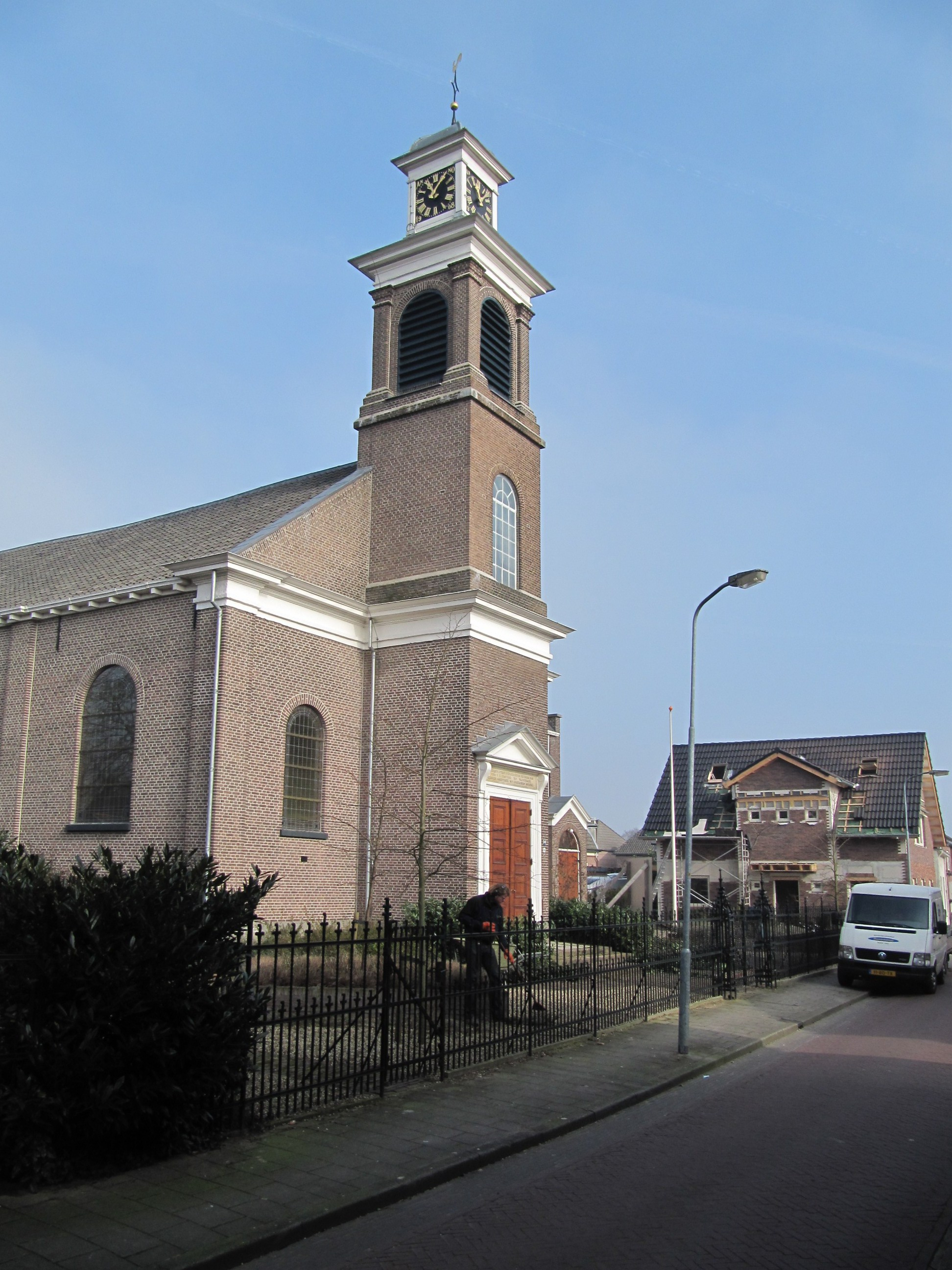
Dorpskerk

Dieren is een dorp in de Nederlandse gemeente Rheden in de provincie Gelderland. Van 1812 tot 1818 was het een zelfstandige gemeente. Dieren ligt ingeklemd tussen de heuvelachtige bossen van de Veluwezoom en de rivier de IJssel. Het dorp wordt doorsneden door de spoorlijn Arnhem - Zutphen en de drukke provinciale weg N348. Ook komt het zuidelijke stuk van het Apeldoorns Kanaal er op de IJssel uit; aan de overkant ervan ligt het kleinere dorpje Spankeren. Dieren had 13.665 inwoners per 1 januari 2023. De naam Dieren wordt soms ook gebruikt voor het hele oostelijke deel van de gemeente Rheden en omvat dan ook Spankeren, Ellecom en Laag-Soeren, met in totaal rond de 17 duizend inwoners.

## Geschiedenis
De eerste vermelding van Dieren stamt uit 838, als "Theothorne". In Dieren stond eeuwenlang een uit de middeleeuwen daterend jachtslot: Hof te Dieren. Aanvankelijk was dit eigendom van de ridders van de Duitse Orde, later kwam het in handen van de Oranjes. In de 17e en 18e eeuw verbleven de diverse Willems er veelvuldig voor de jacht. Om zeker te zijn van succes bij de jacht werd een enorm stuk bos en heide omsloten met een houten schutting. Binnen deze wildbaan konden dan herten en zwijnen worden losgelaten. Tijdens de Franse bezetting is het grote jachtslot door feestende Franse soldaten afgebrand. Begin 19e eeuw was er een kleiner gebouw voor in de plaats gekomen.
Tijdens de Tweede Wereldoorlog hebben de Duitse bezetters dit gebouw net voor de bevrijding moedwillig in brand gezet. De ruïne is midden jaren zestig afgebroken. Het nog altijd bestaande park en de resterende gebouwen zijn eigendom van de Stichting Twickel en zijn niet vrij te bezichtigen. Wel toegankelijk zijn de op het terrein gelegen kwekerij en de naastgelegen biologische wijngaard, domein Hof te Dieren. Deze wijngaard geldt als de grootste ommuurde wijngaard van Nederland met 14 soorten druiven en vele bekroonde biologische wijnen. Op 5 september 1944, Dolle Dinsdag, is hier Nederlands verzetsstrijder Theo Dobbe omgekomen.
De heren en later graven Van den Bergh ontvingen in het midden van de 14e eeuw muntrecht voor de heerlijkheid Dieren van de hertog van Gelre. Omdat zij er geen andere bezittingen hadden, konden ze dit muntrecht nooit ter plekke uitoefenen en zijn er in Dieren nooit werkelijk munten geslagen. Rond 1577 werd er in 's-Heerenberg een groot aantal zilveren en gouden munten geslagen met daarop de tekst "in Dieren cusa" ("geslagen in Dieren"). Deze munten voldeden niet aan de wettelijke eisen, maar door de vermelding Dieren onttrokken de heren Van den Bergh zich aan de controle (en straf) van de Duitse keizer.
Op 1 januari 1812 werd de gemeente Rheden verdeeld in twee nieuwe gemeenten: Dieren en Velp. Op 1 januari 1818 werd de oude situatie hersteld en werd de gemeente opgeheven.
Het dorp Dieren bleef eeuwenlang een vrij kleine gemeenschap. In 1865 werd het dorp ontsloten door de komst van de spoorlijn Arnhem - Zutphen en in 1887-1889 de KNLS spoorweg van "Dieren-Doesburg" naar Apeldoorn. Ook was Dieren van 1881-1944 middels een tramlijm van de GTW verbonden met Doesburg en Doetinchem en van 1887-1944 met Velp. Het zuidelijk deel van het Apeldoorns Kanaal kwam in 1868 gereed, waarna een deel van de ingezette arbeiders in Dieren bleef wonen. In de 20e eeuw zorgden een aantal lokale industrieën zoals de fietsenfabriek Gazelle, de EDY (Emailleerfabriek Dieren aan de Yssel, in Spankeren) en de zadelfabriek Lepper maar ook diverse houtzagerijen voor een economische opleving en een sterke groei van de bevolking.
Na de Tweede Wereldoorlog groeide het dorp verder ten koste van de heide- en bosgebieden aan de noordkant van de spoorlijn. Dieren werd steeds meer een forensendorp, waar onder andere veel medewerkers van de ENKA-fabriek (later AkzoNobel) te Arnhem kwamen wonen. In de jaren tachtig kwam er een einde aan de grootschalige bouw van huizen, omdat verdere aantasting van de natuur niet meer werd toegestaan. Door de eenzijdige groei van het dorp in noordelijke richting is het oude centrum van het dorp (thans Dieren-zuid) door de spoorlijn en drukke autoweg enigszins geïsoleerd van de nieuwe wijken. Het winkelaanbod verschoof in de jaren zeventig naar de noordzijde en het oude deel is daardoor sterk van karakter veranderd.
Tussen 2016-2019 onderging het stationsgebied van Dieren een grote infrastructurele verandering. De autoweg N348 werd verdiept aangelegd in een open tunnelbak, waarvan 250 meter gesloten is met bovenop een nieuw busstation. De Harderwijkerweg werd verbreed en aan de westkant van het treinstation kwam een nieuwe parkeergarage voor 350 auto's. In november 2019 werd de verkeerstunnel onder het spoor in de Kanaalweg geopend en een jaar eerder de nieuwe Edybrug over het Apeldoorns Kanaal. En op het NS-station werd de ondergrondse voetgangerstunnel vervangen door een loopbrug met liften.

## Toerisme
Dieren ligt aan de rand van het Nationaal Park Veluwezoom en biedt de mogelijkheid tot het maken van urenlange wandelingen en fietstochten. Prinsen hadden hier hun jachtdomein – nu nog herkenbaar aan de lange alleeën, waardoor het jachtgezelschap snel op de bestemming kon komen. Een markant punt is de Carolinaberg met zijn 14 lanen.
In Dieren bevindt zich sinds 1984 de educatieve speeltuin De Spelerij Uitvinderij, waarvan levenskunstenaar Jos Spanbroek (1937-2024) de grondlegger is, en die een populaire bestemming voor schoolreisjes is. De speeltuin trekt jaarlijks zo'n 65.000 bezoekers.

Sinds 1975 rijdt er in het toeristenseizoen op bepaalde dagen een stoomtrein van Dieren via Eerbeek naar Apeldoorn. Deze dienst wordt beheerd en onderhouden door de Veluwsche Stoomtrein Maatschappij (VSM).

## Bezienswaardigheden
- Dorpskerk
- De Dierense Sjoel (synagoge)

### Monumenten
Dieren telt 31 inschrijvingen in het rijksmonumentenregister en 134 gemeentelijke monumenten:
- Lijst van rijksmonumenten in Dieren
- Lijst van gemeentelijke monumenten in Dieren

Het gebied Dieren-Zuid is in december 2011 aangewezen als beschermd dorpsgezicht.

## Evenementen
- In Dieren wordt jaarlijks het Open Nederlands Kampioenschap schaken gehouden.
- Jaarlijks wordt vanuit Dieren de Vael Ouwe-fietstocht georganiseerd.
- Het Zomerfeest aan de IJssel wordt ieder jaar georganiseerd en is een gratis te bezoeken muziekfestival
- Van 1996 tot en met 2016 startte de Rhedense Fiets4daagse vanuit de sporthal Theothorne in Dieren.

## Geboren in Dieren
- Chris Meijer (1917-1940), militair
- Julia Burgers-Drost (1938-2013), schrijfster
- Simon Levie (1925-2016), kunsthistoricus, directeur Rijksmuseum
- Theo Meijer (1947-2023), politicus
- Lalla Weiss (1961), woordvoerder Sintigemeenschap in Nederland
- Ilse Starkenburg (1963-2019), dichteres en schrijfster
- Leco van Zadelhoff (1968), stylist, visagist, presentator en publicist
- Jurryt van de Vooren (1969), sporthistoricus
- Marilène van den Broek (1970), prinses, echtgenote van prins Maurits
- Andy Visser (2004), voetballer

## Begraven in Dieren
- P.A. Daum, schrijver en journalist
- Jan Ligthart, onderwijsvernieuwer en schrijver
- Chris Meijer, controversiële soldaat

Het Crematorium Dieren werd in 1954 gebouwd als tweede crematorium van Nederland en is gesitueerd op een negen hectare groot bosperceel.

## Bedrijvigheid
- In Dieren was de Lepper Zadelfabriek gevestigd. Lepper begon in 1897 in het Duitse Bielefeld en verhuisde in 1926 naar Dieren. In 2016 is het bedrijf naar Apeldoorn vertrokken.
- In Dieren stond tot medio 2017 de fabriek voor Chocolade & Suikerwerken Donkers, die onder andere Jamaica Rumbonen maakte.
- De fabriek van het fietsenmerk Gazelle is nog steeds in Dieren.

Dieren · Ellecom · Laag-Soeren · Rheden · Spankeren · De Steeg · Velp

Gelderland: Steden en dorpen in Gelderland      Nederland: Provincies · Gemeenten